# グジェゴシュ・クリホビアク
グジェゴシュ・クリホビアク（ポーランド語: Grzegorz Krychowiak、1990年1月29日 - ）は、ポーランド・グリヴィツェ出身のサッカー選手。元ポーランド代表。アノルトシス・ファマグスタ所属。ポジションはミッドフィールダー。

## クラブ経歴
1990年にポーランドのグリフィツェで生まれ、兄の影響でサッカーを始めた。地元の多数のクラブで育ったが、フランスでサッカー教育を修了。2008-12年はボルドーに在籍していた。ボルドーでのリーグ戦出場は2試合にとどまったが、ランスとナントへの期限付き移籍中に評価を高める。クリホビアクはフランスについて「プロサッカーを始めたのも、勉強を終えたのも、フィアンセのセリアと出会ったのもフランスで、リーグ1でプレーした。ランスでは3部からリーグ1まで駆け上がったよ。ズラタン・イブラヒモビッチのいるPSGを破ったり、最高の思い出をつくれたね。僕の最大の夢の1つは、代表チームと一緒にEURO 2016で戦うためにフランスへ戻ることなんだ」と語った。フランスで“配管工”や“木こり”の愛称を持ち、泥臭い仕事を率先して遂行。中盤でフィジカルを武器に存在感を示す。
2012年にランスと長期契約を結んだが、2014年夏に推定450万ユーロ（約6億円）の移籍金でセビージャに入った。クリホビアクは入団時に次のように語っている。「2年前は、スペインでプレーすることになるなんて考えもしなかったよ。ドイツかイングランドの方が現実的に思えたけど、ここセビージャへやって来た。サッカーを呼吸しているかのような驚異的なクラブと街だ」。レアル・マドリーCFに0-2で敗れたUEFAスーパーカップでセビージャの選手としてデビュー。
2016年7月3日、パリ・サンジェルマンFCへ移籍することが発表された。契約期間は2021年までの5年間となっている。
2017年8月30日、ウェスト・ブロムウィッチ・アルビオンFCに1年のレンタル移籍で加入することが発表された。
2018年7月24日、FCロコモティフ・モスクワに1年のレンタル移籍で加入することが発表された。2019年7月3日、FCロコモティフ・モスクワに完全移籍で加入することが発表された。2021年8月2日、FCクラスノダールと3年契約を結んだ。2022年3月、AEKアテネFCにシーズン終了までのレンタルで移籍した。2022年7月8日、アル・シャバブ・リヤドにレンタル移籍した。2023年7月31日、アブハー・クラブに1年契約で加入した。2024年9月28日、アノルトシス・ファマグスタに移籍した。

## 代表経歴
15歳のときU-17でポーランド代表デビュー。その後、各段階を駆け上がる。グルジアに4-0と快勝したUEFA EURO 2016予選の試合では代表初ゴールも記録した。
2018 FIFAワールドカップに出場する代表メンバーに選出された。
UEFA EURO 2020に出場する代表メンバーに選出された。
2022 FIFAワールドカップに出場する代表メンバーに選出された。 
2023年9月11日のアルバニアとの試合で代表100試合目を飾る。その試合を最後にポーランド代表を引退することを表明した。

## 代表歴

### 出場大会
- ポーランド代表
  - 2018 FIFAワールドカップ
  - 2022 FIFAワールドカップ

### 試合数
- 国際Aマッチ 100試合 5得点（2008年-）[16]

| ポーランド代表 | 国際Aマッチ | 国際Aマッチ |
| 年             | 出場        | 得点        |
| -------------- | ----------- | ----------- |
| 2008           | 1           | 0           |
| 2009           | 0           | 0           |
| 2010           | 0           | 0           |
| 2011           | 1           | 0           |
| 2012           | 4           | 0           |
| 2013           | 10          | 0           |
| 2014           | 8           | 1           |
| 2015           | 7           | 1           |
| 2016           | 13          | 0           |
| 2017           | 4           | 0           |
| 2018           | 11          | 1           |
| 2019           | 10          | 1           |
| 2020           | 6           | 0           |
| 2021           | 11          | 1           |
| 2022           | 12          | 0           |
| 2023           | 2           | 0           |
| 通算           | 100         | 5           |

## タイトル

### クラブ
セビージャFC
- UEFAヨーロッパリーグ：2回 (2014-15, 2015-16)

パリ・サンジェルマンFC
- トロフェ・デ・シャンピオン：2回 (2016, 2017)
- クープ・ドゥ・ラ・リーグ：1回 (2016-17)
- クープ・ドゥ・フランス：1回 (2016-17)

FCロコモティフ・モスクワ
- ロシア・カップ (サッカー)：2回 (2018-19, 2020-21)
- ロシア・スーパーカップ：1回 (2019)